# Wading River
Wading River és una concentració de població designada pel cens dels Estats Units a l'estat de Nova York. Segons el cens del 2000 tenia 6.668 habitants.

## Demografia
Segons el cens del 2000, Wading River tenia 6.668 habitants, 2.370 habitatges, i 1.813 famílies. La densitat de població era de 262,7 habitants per km².
Dels 2.370 habitatges en un 35,6% hi vivien nens de menys de 18 anys, en un 68,7% hi vivien parelles casades, en un 5,3% dones solteres, i en un 23,5% no eren unitats familiars. En el 18,7% dels habitatges hi vivien persones soles el 7,6% de les quals corresponia a persones de 65 anys o més que vivien soles. El nombre mitjà de persones vivint en cada habitatge era de 2,75 i el nombre mitjà de persones que vivien en cada família era de 3,16.
Per edats la població es repartia de la següent manera: un 27% tenia menys de 18 anys, un 5,5% entre 18 i 24, un 30,7% entre 25 i 44, un 26,5% de 45 a 60 i un 10,3% 65 anys o més.
L'edat mediana era de 38 anys. Per cada 100 dones de 18 o més anys hi havia 97,1 homes.
La renda mediana per habitatge era de 63.938 $ i la renda mediana per família de 73.059 $. Els homes tenien una renda mediana de 58.214 $ mentre que les dones 34.594 $. La renda per capita de la població era de 26.322 $. Entorn del 2% de les famílies i el 3,1% de la població estaven per davall del llindar de pobresa.